# Michael Le Vell
Michael Le Vell, geboren als Michael Robert Turner (geboren 15. Dezember 1964 in Newton Heath, Manchester) ist ein englischer Schauspieler. Er ist bekannt für seine Rolle als Kevin Webster in der ITV Seifenoper Coronation Street.

## Leben
Michael Le Vell wurde 1964 in Newton Heath, Manchester geboren. Als er 15 war, starb seine Mutter an einem Hirntumor und sieben Jahre später sein Vater an Lungenkrebs.  1986 heiratete er die Schauspielerin Janette Beverly, die er am Set von Coronation Street kennen lernte. Im Oktober 1995 wurde er das erste Mal Vater, als seine Frau die Tochter Amelia Rae Turner zur Welt brachte. Vier Jahre später bekamen sie einen Sohn (Finley Jarred Turner). 2011 trennten sich Le Vell und seine Frau nach 25 Jahren wegen seiner Alkoholkrankheit und der Anklage wegen Kindesmissbrauch. Nach einem langen Prozess wurden 2013 alle zwölf Anklagepunkte fallen gelassen.
Le Vell kam erstmals mit zwölf Jahren mit der Schauspielerei in Kontakt, als er an einer Schulproduktion von „Kes“ mitwirkte. Seine Schauspielkarriere begann er daraufhin im Oldham Theatre Workshop. Anfangs arbeitete er auch in einer Herrenboutique und als Stuckateur. Mit 15 Jahren bekam er seine erste Rolle als Neil Grimshaw in Coronation Street und später bekam er die Rolle des Kevin Webster.